# فرودگاه صحرایی پولترینگن

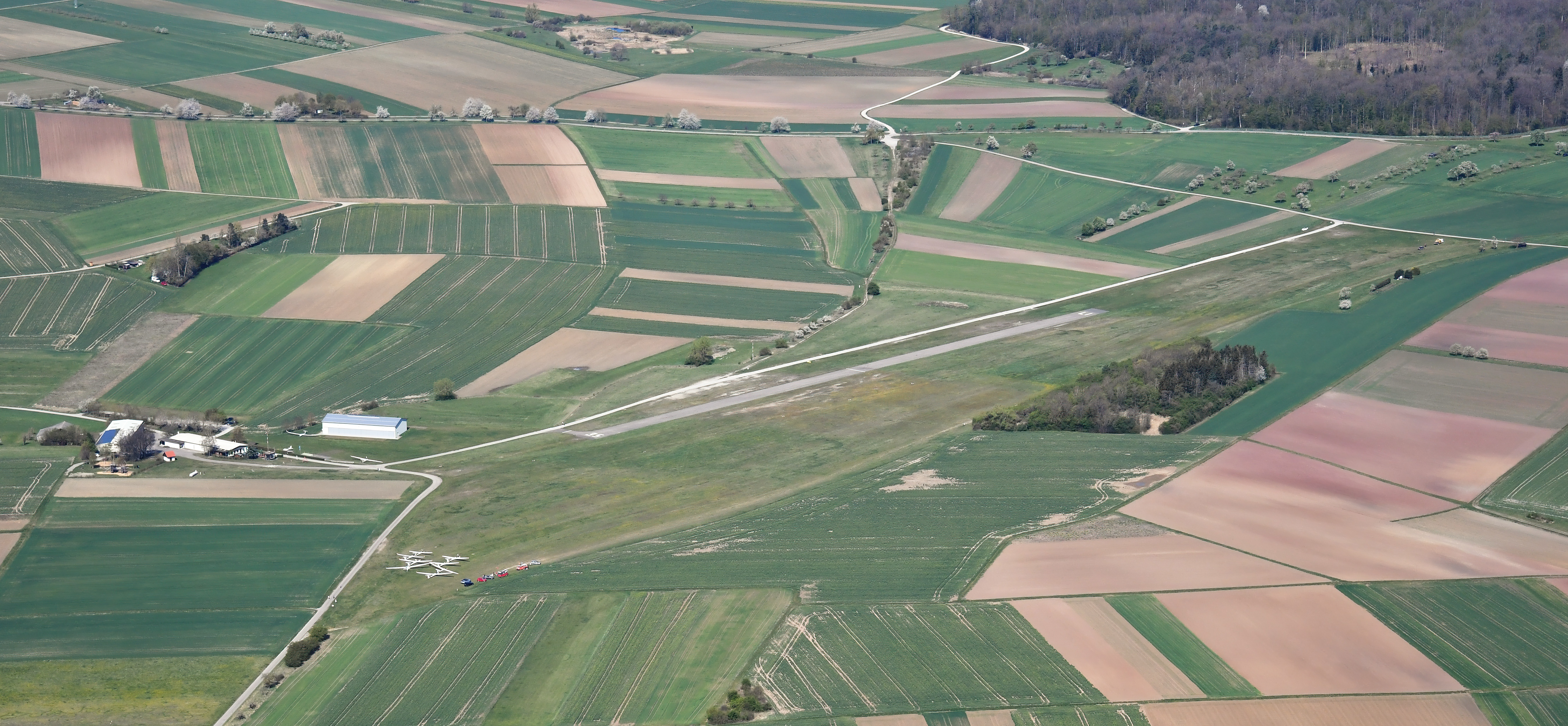
تصویر هوایی

 فرودگاه صحرایی پولترینگن (به انگلیسی: Poltringen Airfield) (به زبان بومی: Flugplatz Poltringen) یک فرودگاه خصوصی است که یک باند فرود آسفالت دارد و طول باند آن ۴۰۰ متر است. این فرودگاه در کشور آلمان قرار دارد و در ارتفاع ۴۰۱ متری از سطح دریا واقع شده است.